# Edith Stein
Edith Stein, nume de călugăriță Tereza Benedicta a Crucii, (n. 12 octombrie 1891, Breslau, Imperiul German - d. 9 august 1942, Auschwitz) a fost o femeie filosof și teolog de origine evreiască din Germania, devenită călugăriță carmelită. 

## Viața
Edith Stein s-a născut într-o familie iudaică ortodoxă din Silezia. În tinerețe s-a îndepărtat de religie și a fost convinsă de ateism. A început studiul psihologiei și filosofiei la Breslau, studiu pe care l-a absolvit în 1914 la Universitatea din Freiburg. În 1916 a obținut doctoratul în filosofie, cu o teză despre empatie, sub conducerea profesorului Edmund Husserl, fondatorul fenomenologiei. Până în 1918 a fost asistenta acestuia la Universitatea din Freiburg. Deși ar fi îndeplinit condițiile necesare pentru obținerea titlului de profesor, acesta i-a fost refuzat din cauza faptului că era femeie.
O lungă evoluție intelectuală și spirituală a condus-o spre creștinism, la care s-a convertit în 1921. Ea a predat și a susținut conferințe în Germania, dezvoltând atât o teologie a femeii, cât și o analiză a filosofiei lui Toma de Aquino și a fenomenologiei.

## Deportarea și moartea în Holocaust

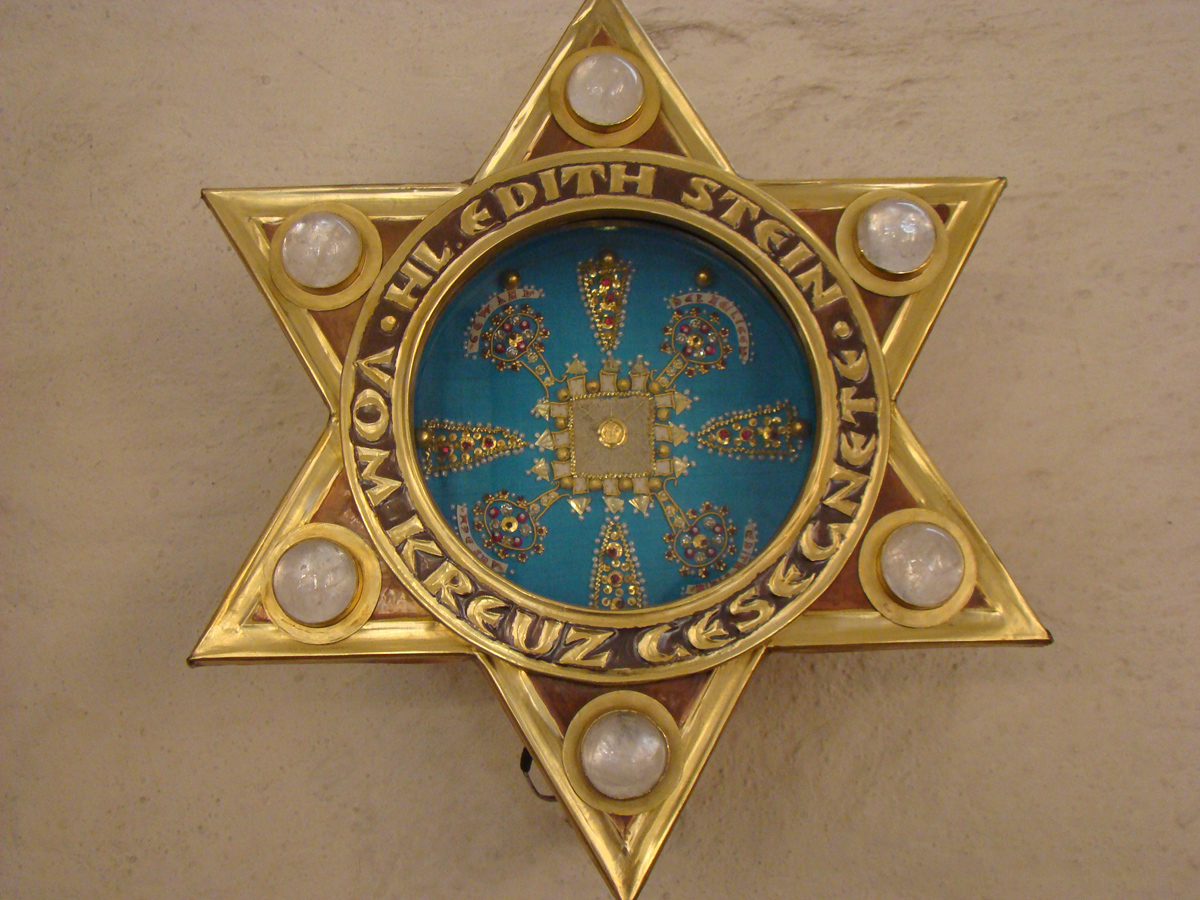
Relicvă a îmbrăcăminţii Sfintei Edith Stein în Domul din Speyer.

În fața creșterii antisemitismului din Țările de Jos, episcopii neerlandezi au hotărât, contrar puterii politice, să condamne actele antisemite. O scrisoare pastorală în acest sens a fost citită în bisericile catolice din Olanda la 26 iulie 1942. Drept reacție, în data de 30 iulie 1942 autoritățile naziste au emis un decret de arestare a „evreilor de religie catolică”.
Edith Stein a fost arestată de S.S. la 2 august 1942 împreună cu sora ei Rosa și alți evrei botezați. Ultimele cuvinte adresate surorii sale au fost, potrivit unui martor, „Hai, plecăm pentru poporul nostru”.
A fost deportată împreună cu sora sa în lagărul din Amerfort, apoi în cel de la Westerbork. Acolo și-a reîntâlnit cele două prietene și „fiice” spirituale, două tinere evreice devenite catolice: Ruth Kantorowicz și Alice Reis. În lagărul Westerbork, ea o întâlnește pe o altă mare mistică evreică din secolul al XX-lea, Etty Hillesum, care tocmai fusese îndemnată de Consiliul evreiesc al lagărului să ajute la înregistrare. Aceasta și-a notat în „jurnalul” său prezența unei carmelite cu o stea galbenă și a unui întreg grup de călugări și călugărițe care se reunea pentru rugăciune în sinistrul decor al barăcilor. În zorii zilei de 7 august 1942, un convoi de 987 de evrei a plecat în direcția Auschwitz. Persoanele din convoi au fost gazate în lagărul de exterminare de la Auschwitz-Birkenau în Polonia, la 9 august 1942.

## Canonizarea
A fost canonizată de papa Ioan Paul al II-lea la 11 octombrie 1998. Filosoafă crucificată, proclamată sfântă copatroană a Europei de către papa Ioan Paul al II-lea la deschiderea sinodului episcopilor pentru Europa, în același timp cu  sfintele Brigita a Suediei și Ecaterina de Siena.

## Alte recunoașteri
În 2008 Edithei Stein i-a fost acordat un loc în „Walhalla”, memorial al personalităților marcante ale civilizației germane. Canalul public german de televiziune ZDF a dedicat o întregă emisiune despre Edith Stein în cadrul Unsere Besten, care era consacrată celor mai mari germani ai tuturor timpurilor. Un film a fost turnat în 1995: A șaptea ședere, în care Maia Morgenstern a jucat rolul lui Edith Stein.
În 2014 parohia din Bayeux a achiziționat un nou clopot, numit Thérèse-Bénédicte, în semn de omagiu pentru Edith Stein.